# Георгій Овсянніков
Георгій Овсянніков (рум. Gheorghe Ovseanicov, нар. 12 жовтня 1985, Синжерея) — молдовський футболіст, нападник клубу «Олімпія Блі».
Виступав, зокрема, за клуб «Зоря» (Бєльці), а також національну збірну Молдови.

## Клубна кар'єра
У дорослому футболі дебютував 2002 року виступами за команду «Локомотив» (Бєльці), в якій провів один сезон, взявши участь у 18 матчах чемпіонату. 
Протягом 2003—2006 років захищав кольори клубу «Флорешти».
Своєю грою за останню команду привернув увагу представників тренерського штабу клубу «Зоря» (Бєльці), до складу якого приєднався 2006 року. Відіграв за клуб з Бєльців наступні чотири сезони своєї ігрової кар'єри. У складі молдовської «Зорі» був одним з головних бомбардирів команди, маючи середню результативність на рівні 0,38 гола за гру першості.
Згодом з 2010 по 2021 рік грав у складі команд «Краковія», «Зоря» (Бєльці), «Хапоель» (Рішон-ле-Ціон), «Сункар», «Рапід» (Гідігіч), «Дачія» (Кишинів), «Тирасполь», «Зоря» (Бєльці), «Сперана Дрокія» та «Гранічерул».
До складу клубу «Олімпія» (Бєльці)  приєднався 2021 року. 

## Виступи за збірну
У 2008 році дебютував в офіційних матчах у складі національної збірної Молдови.